# Дуррути, Буэнавентура
Хосе́ Буэнавенту́ра Дурру́ти Дума́нхе (исп. José Buenaventura Durruti Dumange; 14 июля 1896 — 20 ноября 1936) — общественно-политический деятель Испании, ключевая фигура анархистского движения до и в период гражданской войны в стране. Погиб во время обороны Мадрида.

## Ранние годы
Дуррути родился в городе Леоне в районе Санта-Ана. Он начал работать в 14 лет на железнодорожной станции слесарем и в промывочном цехе на шахтах Маталлана-де-Торио. В 1917 году социалистический Всеобщий союз трудящихся объявил забастовку, активным и заметным членом которой был Дуррути. Правительство послало армию на подавление забастовки: было убито 70 человек и ранено более 500 рабочих. 2000 забастовщиков было посажено в тюрьму без суда и каких-либо законных процедур. Дуррути был вынужден бежать во Францию.
За границей до 1920 года Дуррути работал в Париже механиком на заводах Renault. Затем он отправился в Барселону и вступил в Национальную конфедерацию труда. В 1922 году вместе с Хуаном Гарсией Оливером, Франсиско Аскасо и другими анархистами он основал группу «Солидарные» (Los Solidarios). Члены этой группы совершили неудачную попытку взрыва короля Альфонсо XIII. В 1923 году группа организовала убийство кардинала Хуан Сольдевилла-и-Ромеро в качестве мести за убийство Сальвадора Сегуи (активиста CNT) и экспроприацию банка в Хихоне. Дуррути, Франсиско Аскасо и Оливер бежали в Аргентину, а затем в Чили. В Чили вместе с другими анархистами Дуррути организовал первую экспроприацию в стране. Налет имел своей целью достать ресурсы для освобождения товарищей, находящихся во многих тюрьмах Испании. После этого Дуррути продолжил путь по странам Европы и Латинской Америки. В Париже состоялась встреча с проживающим там в эмиграции Нестором Махно. Здесь же в 1927 он подвергается аресту и в течение нескольких лет высылается из нескольких европейских стран. Так, в 1928 году Дуррути был выслан под конвоем из Германии. В 1930 году он получит разрешение на проживание в Бельгии, где и остается на два года.
После провозглашения в Испании Второй республики Дуррути возвращается в страну 10 февраля 1932 года. Практически сразу после прибытия новые власти высылают его в испанскую Западную Африку. Снова вернуться в Каталонию помогла лишь всеобщая забастовка членов CNT. Прибыв в Барселону, Дуррути стал самым влиятельным активистом в двух крупнейших анархистских организациях в Испании на тот период — в Федерации анархистов Иберии и в CNT. Все возрастающее влияние группы Дуррути привело к расколу в CNT, в результате которого в 1931 году из организации вышла умеренная группа во главе с Анхелем Пестаньей и преобразовалась в Синдикалистскую партию. FAI участвовала в восстаниях против Второй Республики в 1932 и 1933 годах, в которых Дуррути принимал участие.

## В Гражданской войне
Вместе с товарищами Дуррути помог скоординировать сопротивление мятежу военных во главе с Франсиско Франко, в результате чего были пресечены попытки генерала Годеда захватить Барселону. Участвовал в подавлении мятежа в составе своей группы «Мы» (ранее называвшейся «Солидарные»). Во время боя в Атаразанских казармах был застрелен близкий друг и товарищ Дуррути Франсиско Аскасо.
20 июля, когда мятеж в Барселоне был уже окончательно подавлен, президент Женералитата Каталонии Льюис Компаньс инициировал создание общекаталонского республиканского органа. На районном уровне CNT одобрила вступление в этот орган. Организация получила название Центральный комитет Антифашистской милиции Каталонии и фактически заменила собой региональное правительство.
Не желая вливаться во властную структуру, Дуррути, которому был отведен в ЦК АМК пост главы департамента транспорта, повел более 3000 вооруженных анархистов (позже ставших известных как Колонна Дуррути) из Барселоны на Сарагосу. Сарагоса была занята войсками националистов, хотя в городе среди населения были сильные анархистские настроения. После короткого, но кровопролитного боя при Каспе (в Арагоне) они остановились при Пина-де-Эбро, следуя советам начальства регулярной армии, и отложив штурм Сарагосы. Основной причиной стабилизации линии фронта на Арагонском направлении был бойкот Колонны республиканским и каталонским правительствами, в результате которого наблюдалась острая нехватка боеприпасов.
На отбитой у националистов территории шла экспроприация земель помещиков и поощрялось создание добровольных коммунальных хозяйств. Также отменялась частная собственность и в качестве идеологии устанавливался либертарный коммунизм.
В ноябре 1936 года Дуррути повел более 1800 ополченцев на Мадрид, чтобы помочь осажденным защитникам города. Его советником был Хаджи-Умар Мамсуров. Дуррути был смертельно ранен 19 ноября 1936 года во время обороны Мадрида при невыясненных обстоятельствах. Он умер во временной операционной, оборудованной в здании бывшего отеля Ritz, в возрасте 40 лет. Как указано по этому поводу в СИЭ (т.5 стл. 412, М. 1964 г.) "Был убит из-за угла врагами единства действий испанского рабочего класса". Тело Дуррути было перевезено через всю страну в Барселону. Более четверти миллиона людей вышли на улицы, чтобы сопровождать траурный кортеж до Монжуикского кладбища.